# Gelis westerhauseri
Gelis westerhauseri là một loài tò vò trong họ Ichneumonidae.